# Antipyretica
Antipyretica of febrifuga zijn in de geneeskunde koortsverlagende middelen. Voorbeelden zijn paracetamol, aspirine en de NSAID's.
Redenen om antipyretica in te zetten zijn onder meer:
- koorts met onwelvoelen.
- eerder opgetreden koortsconvulsies
- dreigend zuurstoftekort bij hart en/of longpatiënten; de zuurstofbehoefte stijgt met meer dan 12% per graad.